# Botanická zahrada v Singapuru
Botanická zahrada v Singapuru patří k nejvýznamnějším a nejnavštěvovanějším botanickým zahradám na světě – ročně ji navštíví přibližně 4,2 milionu lidí. Rozkládá se na ploše 74 hektarů a od roku 2015 je její část (49 ha) zapsána na seznamu světového kulturního dědictví UNESCO. Je členem sdružení Botanic Gardens Conservation International. Její součástí je i Národní orchidejová zahrada čítající na 3 000 druhů orchidejí.
Založena byla v roce 1859. Dlouholetým ředitelem byl Henry Nicholas Ridley, neúnavný propagátor kaučukovníku. Zahrada se zasloužila o rozmach produkce kaučuku v Britském Malajsku na počátku 20. století.
Zahrada je příkladem evoluce britské koloniální tropické zahrady v moderní vědeckou instituci na světové úrovni zabývající se vzděláváním a ochranou rostlin.

## Fotogalerie

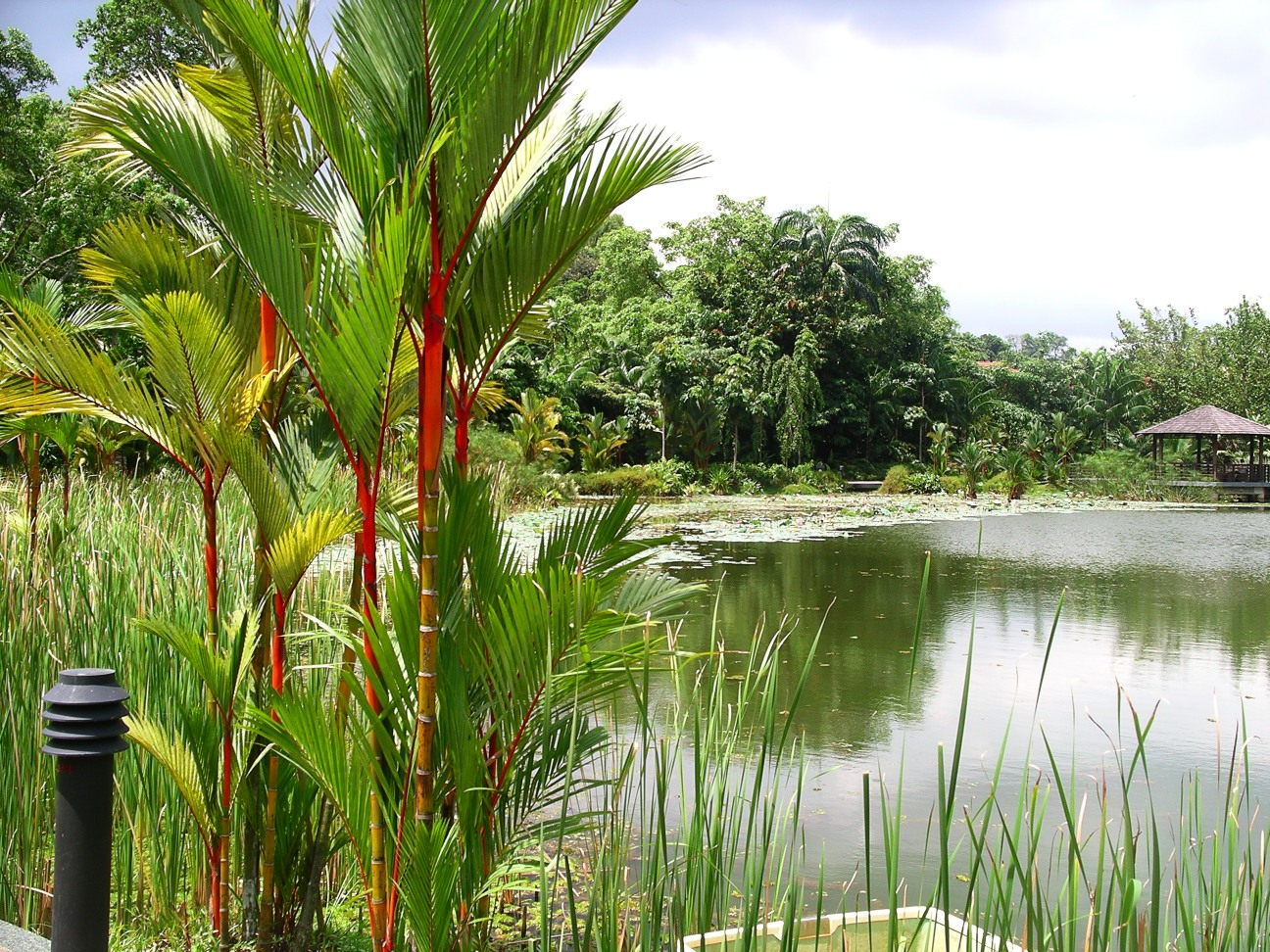
zdejší Symphony Lake
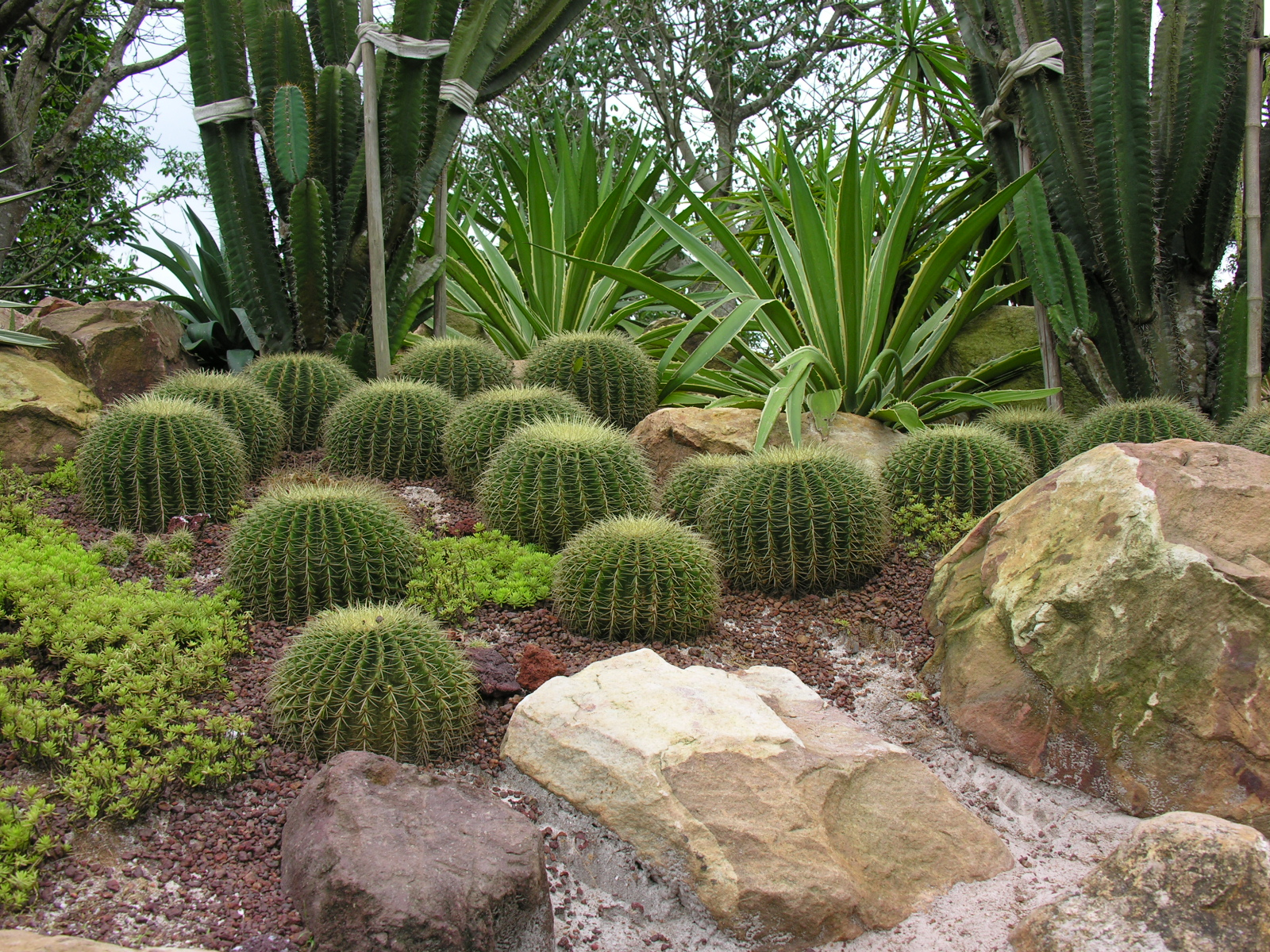
Sun Garden
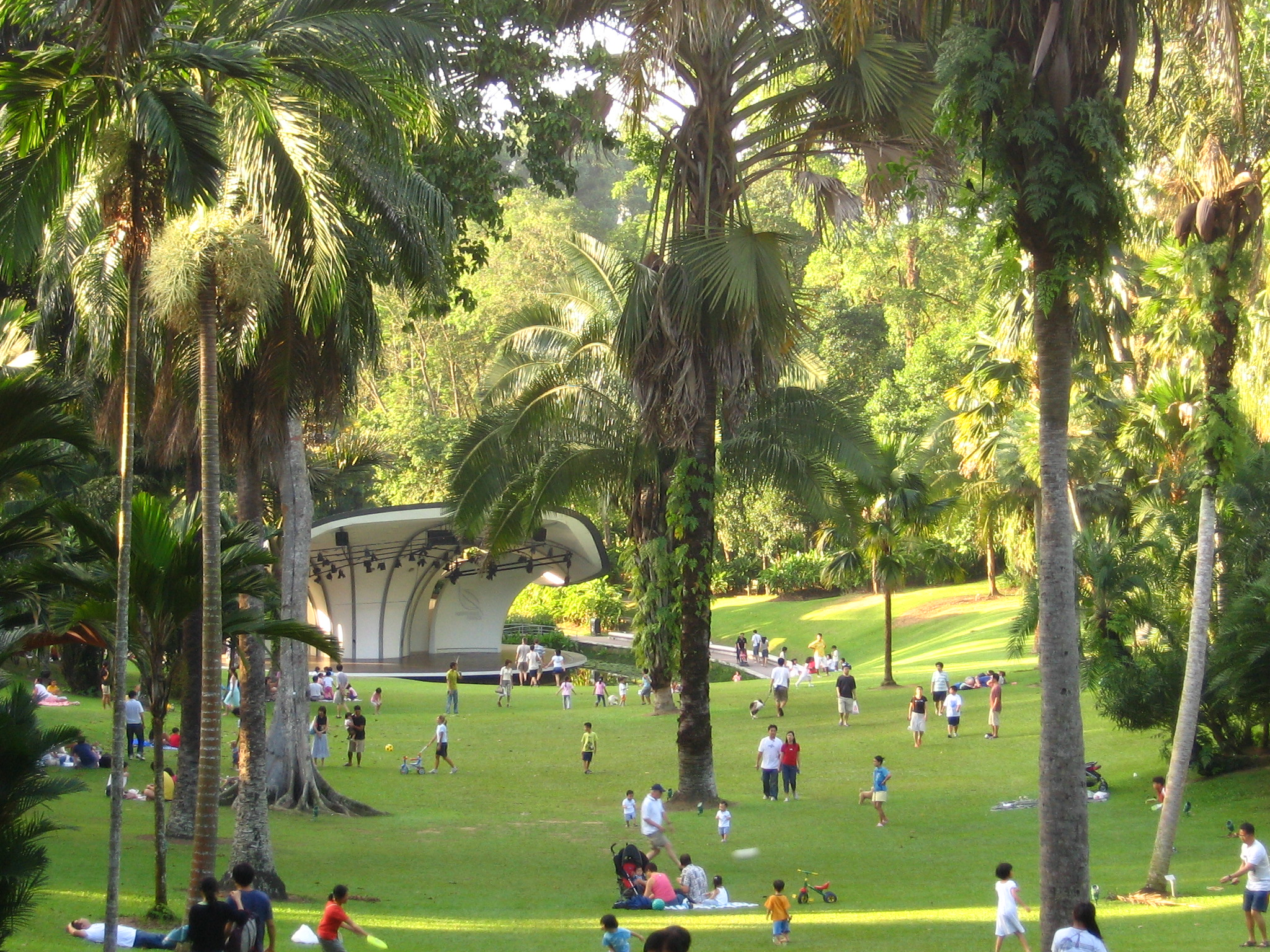
Palm Valley
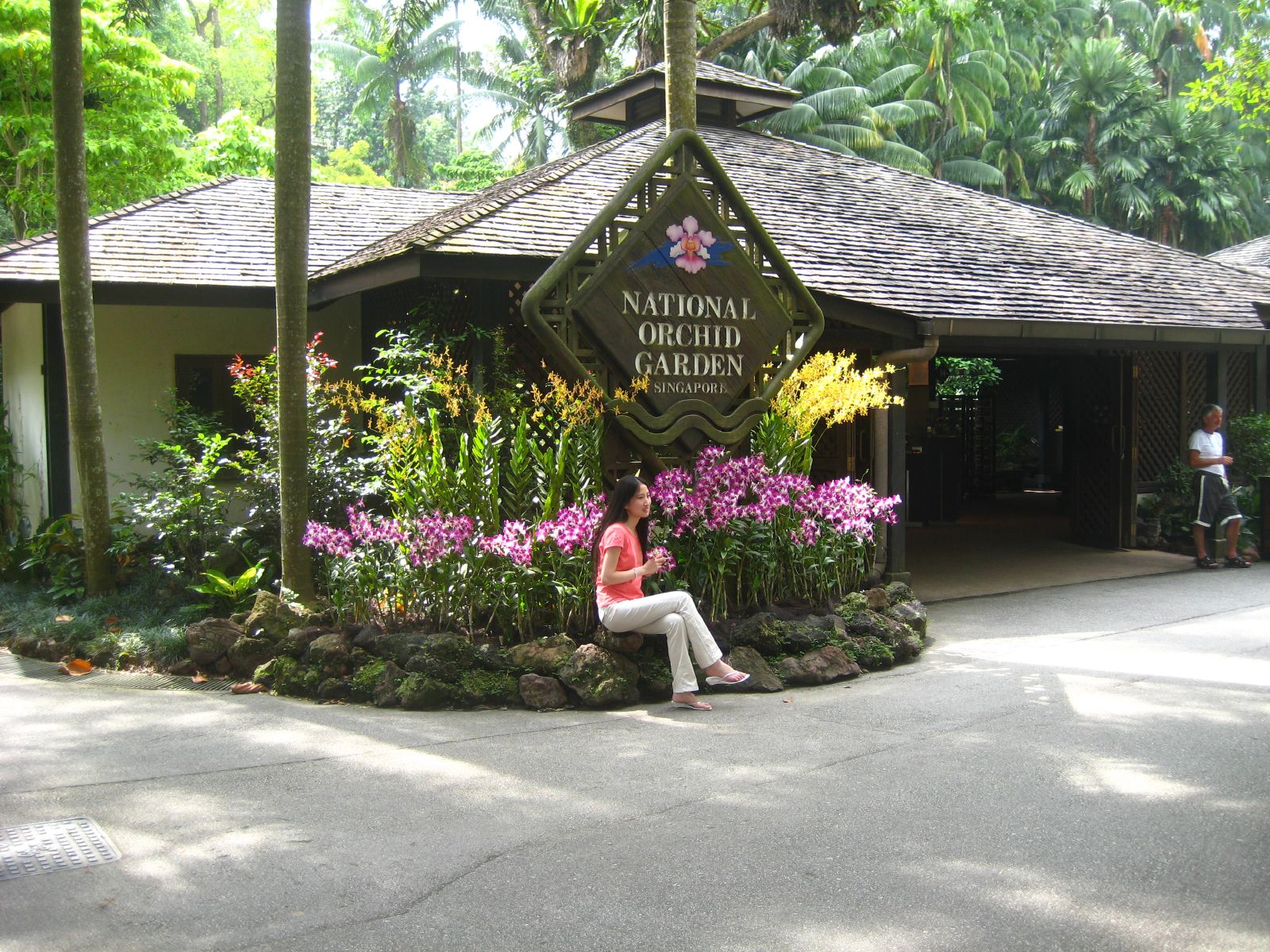
Národní orchidejová zahrada